# Великокомарівська сільська рада
Великокомарівська сільська́ ра́да — колишня адміністративно-територіальна одиниця та орган місцевого самоврядування в Великомихайлівському районі Одеської області. Адміністративний центр — село Великокомарівка.
Дата ліквідації — 27 листопада 2015 року. Населені пункти були підпорядковані Великомихайлівській селищній громаді.

## Загальні відомості
Великокомарівська сільська рада утворена в 1961 році.
- Територія ради: 78,06 км²
- Населення ради: 1 359 осіб (станом на 2001 рік)

## Населені пункти
Сільській раді підпорядковані населені пункти:
- с. Великокомарівка
- с. Дівоцьке
- с. Платонівка

## Населення
Згідно з переписом 1989 року населення сільської ради становило 1333 особи, з яких 607 чоловіків та 726 жінок.
За переписом населення 2001 року в сільській раді мешкало 1314 осіб.

### Мова
Розподіл населення за рідною мовою за даними перепису 2001 року:
| Мова       | Відсоток |
| ---------- | -------- |
| українська | 85,72 %  |
| російська  | 9,35 %   |
| молдовська | 3,24 %   |
| вірменська | 0,81 %   |
| болгарська | 0,44 %   |
| білоруська | 0,15 %   |
| німецька   | 0,15 %   |

## Склад ради
Рада складалася з 16 депутатів та голови.
- Голова ради: Колораєв Михайло Іванович
- Секретар ради: Проц Галина Василівна

### Керівний склад попередніх скликань
| Прізвище, ім'я, по батькові | Основні відомості                                                         | Дата обрання | Дата звільнення |
| --------------------------- | ------------------------------------------------------------------------- | ------------ | --------------- |
| Мисків Юрій Михайлович      | Сільський голова, 1966 року народження                                    | 26.03.2006   | 31.10.2010      |
| Колораєв Михайло Іванович   | Сільський голова, 1960 року народження, освіта вища, член Партії регіонів | 31.10.2010   |                 |

Примітка: таблиця складена за даними сайту Верховної Ради України

### Депутати
За результатами місцевих виборів 2010 року депутатами ради стали:

#### За суб'єктами висування
| Суб'єкт висування           | Кількість обраних депутатів | %    |
| --------------------------- | --------------------------- | ---- |
| Партія регіонів             | 8                           | 50   |
| Самовисування               | 6                           | 37,5 |
| Аграрна партія України      | 1                           | 6,3  |
| Комуністична партія України | 1                           | 6,3  |

#### За округами
| № округу                    | Прізвище, ім'я, по батькові     | Дата визнання обраним | Освіта  | Партійна приналежність            | Відомості про обраного депутата                                                                     |
| --------------------------- | ------------------------------- | --------------------- | ------- | --------------------------------- | --------------------------------------------------------------------------------------------------- |
| Аграрна партія України      |                                 |                       |         |                                   | |
| 2                           | Бондар Тетяна Сергіївна         | 02.11.2010            | середня | позапартійна                      | магазин господарчих товарів, продавець                                                              |
| Комуністична партія України |                                 |                       |         |                                   | |
| 1                           | Нікітін Микола Семенович        | 02.11.2010            | середня | член Комуністичної партії України | сільське господарство «Поляков Т. І.», різноробочий                                                 |
| Партія регіонів             |                                 |                       |         |                                   | |
| 5                           | Проц Ганна Василівна            | 02.11.2010            | середня | позапартійна                      | Великокомарівська загальноосвітня школа I-III ст., бібліотекар                                      |
| 8                           | Огрінчук Олександр Григорович   | 02.11.2010            | вища    | позапартійний                     | державний ветеринарно-санітарний контроль та нагляд в Одеській регіональній службі, лікар-ветеринар |
| 9                           | Миронова Лариса Євгеніївна      | 02.11.2010            | вища    | позапартійна                      | тимчасово не працює                                                                                 |
| 11                          | Цимбалюк Роман Терентїйович     | 02.11.2010            | середня | позапартійний                     | Великокомарівська загальноосвітня школа I-III ст., оператор газової котельні                        |
| 12                          | Двоєнкін Віталій Іванович       | 02.11.2010            | вища    | позапартійний                     | управління медицини Великомихайлівського району, лікар- ветеринар                                   |
| 14                          | Шостак Ірина Олександрівна      | 02.11.2010            | середня | позапартійна                      | тимчасово не працює                                                                                 |
| 15                          | Гусятнікова Олена Григорівна    | 02.11.2010            | середня | позапартійна                      | Великокомарівська загальноосвітня школа I-III ст., вчитель                                          |
| 16                          | Годлевський Євген Станіславович | 02.11.2010            | середня | позапартійний                     | фермерське господарство «Промінь», механізатор                                                      |
| Самовисування               |                                 |                       |         |                                   | |
| 3                           | Зельман Микола Мечиславович     | 02.11.2010            | середня | позапартійний                     | Великокомарівська загальноосвітня школа I-III ст., водій                                            |
| 4                           | Зельман Наталя Миколаївна       | 02.11.2010            | вища    | позапартійна                      | Великокомарівська сільська рада, землевпорядник                                                     |
| 6                           | Жовнір Веніамін Іванович        | 02.11.2010            | вища    | позапартійний                     | ТОВ «Енліль», різноробочий                                                                          |
| 7                           | Чабан Ірина Олександрівна       | 02.11.2010            | вища    | позапартійна                      | Великокомарівська загальноосвітня школа I-III ст., вчитель інформатики                              |
| 10                          | Дєнєжна Оксана Анатоліївна      | 02.11.2010            | середня | позапартійна                      | приватний підприємець                                                                               |
| 13                          | Бондар Ольга Євгеніївна         | 02.11.2010            | середня | позапартійна                      | Великокомарівська сільська бібліотека, бібліотекар                                                  |